# Manuel Inácio da Silva Alvarenga
Pour les articles homonymes, voir Alvarenga.
Manuel Inácio da Silva Alvarenga est un journaliste et poète portugais du Brésil colonial, né à Ouro Preto en 1749. Il est décédé à Rio de Janeiro le 1er novembre 1814.

## Biographie
Professeur de rhétorique à Rio de Janeiro, il a publié à Lisbonne un volume de poésies érotiques (1799).

## Œuvres
- Le Déserteur des lettres (1774)
- Glaura (1799)